# 五氯化钨
五氯化钨 是一种钨的氯化物，化学式W2Cl10。

## 制备
五氯化钨可以由六氯化钨 被 氢气在 350–400 °C 下还原而成。四氯乙烯在 100 °C 且光照下还原六氯化钨也能产生五氯化钨。 
{\displaystyle \mathrm {2\ WCl_{6}+H_{2}\longrightarrow 2\ WCl_{5}+2\ HCl} }
{\displaystyle \mathrm {2\ WCl_{6}+C_{2}Cl_{4}\longrightarrow 2\ WCl_{5}+C_{2}Cl_{6}} }

## 性质
五氯化钨是一种黑色顺磁性固体，会潮解。它在水中立即分解，在干燥的二硫化碳中则微溶。 二聚体的 五氯化钨具有与五氯化钼一样的晶体结构。  五氯化钨在气相的结构是三角双锥的WCl5单体。 